# 전각 문자와 반각 문자

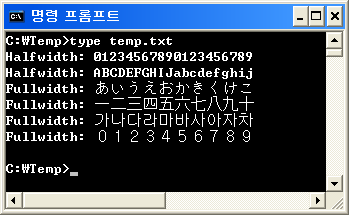
전각 문자와 반각 문자를 표시하는 한국어 명령 프롬프트 (cmd.exe).

전각 문자(全角文字)와 반각 문자(半角文字)는 주로 한중일의 인쇄 문화에서 사용하는 용어로, 문자의 폭이 일반적인 영문자의 고정 폭의 두 배 정도의 폭을 가지는 문자를 전각 문자라고 하고 이에 대응하여 전각 문자 폭의 절반을 폭으로 하는 문자를 반각 문자라고 한다.
서양의 인쇄술에서는 엠(em)이란 용어가 전각이란 개념과 다소 유사하다.
주로 한글과 한자가 전각 문자에 들어가고 영문자등이 반각 문자 범주에 들어간다. 이 밖에도 아스키 코드에 있는 문자들도 전각 문자를 가지고 있다.
컴퓨터에서는 전통적으로 구현상의 편리를 위해 반각 문자를 1바이트로 전각 문자를 2바이트로 인코딩하는 경우가 많았으나 전각·반각의 기준이 문자를 표현하는 바이트의 길이는 아니다.
유니코드를 비롯한 다양한 환경에서는 반각 문자와 전각 문자 모두 가변 바이트나 다중 바이트 인코딩을 사용하기도 한다.
고정폭 활자나 글꼴에서는 전각 문자는 반각 문자의 두 배의 폭을 가지지만 가변폭 문자 환경에서는 정확히 두 배가 되지 않을 수도 있다.
한 문자가 전각 꼴과 반각 꼴 모두를 가지는 경우도 있다.

## 유니코드
유니코드는 기존 한중일 문자 인코딩과 호환을 위해 전각/반각 모양(Halfwidth and Fullwidth Forms)이라는 별도의 영역에 전각/반각 문자를 할당하고 있다. 또한 각 문자가 전각인가 아닌가를 구별하기 위해 각 문자마다 ‘동아시아 넓이(East Asian Width)’라는 속성을 지원한다. 동아시아 넓이 속성은 크게 다음과 같은 여섯 가지로 나눌 수 있다.
- 전각 문자(F): 원래는 전각으로 사용되지 않지만 호환을 위해 지원되는 전각 문자. 전각 로마자 등이 속한다.
- 반각 문자(H): 원래는 반각으로 사용되지 않지만 호환을 위해 지원되는 반각 문자. 전각/반각 모양의 반각 한글 자모가 여기에 속한다.
- 넓은 문자(W): 항상 전각으로 표시되는 문자. 한글이나 한자 등이 속한다.
- 좁은 문자(Na): 기존 한중일 환경에서 항상 반각으로 표시되는 문자. 일반 로마자들은 여기에 속한다.
- 모호(A): 상황에 따라서 전각으로도 쓰이고 반각으로도 쓰이는 문자.
- 중립(N): 위의 다섯 가지에 속하지 않는 문자로, 한중일 인쇄에서 표준적으로 사용되지 않는 문자들이다.

일반적으로 전각 문자라 부르는 문자들은 이 속성이 W, F, A이고, 반각 문자는 N, Na, H, A이다. 이러한 사항과 권고는 유니코드 기술 문서(UAX #11)에 명시되어 있다.

## 같이 보기
- 유니한 데이터베이스
- 전각
- 전각 (동음이의)